# Словообразовательное значение
Словообразовательное значение (деривационное значение) — одно из основных понятий словообразования; особый тип значения слова, которым может обладать только производное слово.
Словообразовательное значение выражается с помощью словообразовательного форманта и устанавливается путём сопоставления производного и производящего слов. Например, разница между лексическими значениями слов столик и стол — компонент «маленький», соответственно, словообразовательное значение слова столик — «маленький предмет, обозначенный производящим словом».
Однако не всегда словообразовательное значение производного слова можно установить методом сопоставления с производящим словом, так как, кроме значения форманта, в семантической структуре производного слова могут быть также семантические приращения. Поэтому для определения словообразовательного значения, привносимого формантом, необходимо сопоставлять производное слово с другими производными, образованными тем же способом.

## История
Термин «словообразовательное (деривационное) значение» был введен в 1955 году А. А. Реформатским. Несколько позже о данном понятии писал Б. Н. Головин: «Уже признано, что слово несет в себе два слоя — лексическое значение и грамматическое значение. Но не является ли слово носителем также и третьего смыслового слоя — словообразовательного значения?».